# フスハー
フスハー（アラビア語: اللغة العربية الفصحى al-lugha al-ʿarabīya al-fuṣḥā, アッ＝ルガ・アル＝アラビーヤ・アル＝フスハー、「（最も）雄弁な（/純粋な/明瞭なアラビア語）」とは、標準アラビア語 (Standard Arabic) を指す。日本では正則アラビア語（せいそくアラビアご）と呼ぶこともある。
具体的に指している言語は、古典アラビア語（英語版）と、現代の再整備された文語アラビア語（現代標準アラビア語）であるが、この2つは一般には同一視されており、古代アラビア語・現代アラビア語のような区別をすることなくフスハーと呼ばれる。フスハーは、文語として文学・共通語に使われるアラビア語の下位言語であり、日常会話で話される口語としては通常使用されない。

## 概要
フスハーは日常会話で話される口語としては通常使用されないが、テレビの影響や親の教育により、乳幼児期からフスハーとアーンミーヤ（口語）の両方を話せる子供、フスハーしか話せない子供がいる。また、成長してから自分の意志でアーンミーヤを拒否する場合もあり、彼らはフスハーで生活しているが、非常に珍しいケースである。
西欧の研究者の多くは、フスハーを大まかに二つに分けて考える。啓典『クルアーン』と7-9世紀の初期イスラームアラビア文学の古典アラビア語（古典北アラビア語）と、現代において共通語として用いられる現代標準アラビア語(Modern Standard Arabic)である。現代標準アラビア語は古典アラビア語に深く根ざしており、文法規則については基本的に大きな変更は加えられていない。そのためアラブ人は両者を同一視するが、実際には近現代になってから生じた概念や機器を示す造語が数多く作られるなど、語彙の面ではある程度の違いがある。
フスハーはヨーロッパのラテン語、インド亜大陸のサンスクリット語、中華文明圏の古典中国語同様、ひとつの文明を覆う共通語・教養語であったが、それらの中で現在でも現役で使用されているほとんど唯一の言語である。しかし、ラテン語、サンスクリット語、古典中国語が言語変化により多数の娘言語に分裂し、ひとつの生きた（母語話者を持つ）言語としては解体され消滅したのと同様、フスハーも中世以降多くのアーンミーヤ（現代口語）に分裂し、かつて征服先の地で各コミュニティーを結びつける共通の会話言語として用いられていた時のような役割は終えている。
現代ではフスハーを母語とする者はごくわずかな例外を除いては無く、親が意識して教えた子供や成長後フスハーに触れたり、学習を続けたりした成人でないと、理解はできても会話を続けることができない。多くのアラブ人は学校のテストのために勉強したらフスハーで話すのはそれきりということも多く、フスハー運用能力はその人物の教育水準や文語に対する姿勢を如実に反映するものとなっている。
「口語」アラビア語（アーンミーヤ）は日々その地域で話されることによって分化したアラビア語の多くの国家的・地域的変種を指し、また、母語として習得される。これらの変種同士で相互理解不能なほどに異なるものもあることから、異なるアーンミーヤを母語とする者同士の橋渡し言語として用いられることが多いが、自分が話しているのが相手にも理解できる有名な方言である場合は、フスハーでの会話を避けお互いに違う方言同士で話すこともある。
アーンミーヤは、フスハーのように文学作品の執筆に使われることは長年されていなかったが、近現代では多くの取り組みがなされ劇・詩・小説といった分野で出版が行われるようになった。アーンミーヤは日常会話の言語であることから手紙・メール・チャットで多用されており、フスハーの正書法（正字法）と現地方言に合わせアレンジされ、流通している表記（正書法は無いがほぼ統一されている）が各地で見られる。なお、詩に関しては古くから文語詩に加え、口語詩（大衆詩）が独立したジャンルとして存在している。

## 古典アラビア語
古典アラビア語（英語版）は、ムスリムたちの経典である『クルアーン』や、7-9世紀のウマイヤ朝からアッバース朝にかけての文学作品に用いられた言語である。
古典アラビア語は全ての口語アラビア語諸変種の祖語であると見なされることも多いが、近年の研究、たとえばクリーヴ・ホールズ (2004) は、古代北部アラビア語の諸方言が7世紀には存在し、それが現代におけるいくつかの口語変種の祖語となっている可能性を示して、この見方に疑問を呈している。

## 現代標準アラビア語
現代標準アラビア語（MSA）は、中東から北アフリカにかけて文章における共通語であり、国際連合の公式6言語の一である。印刷物（書籍、新聞、公文書、小児向けよみもの）はおおむねMSAで書かれる。そして、学校の全課程で教えられる唯一のアラビア語の形である。
MSAは、古典アラビア語に深く根付いてはいるが、変化し続けている。古典アラビア語は規範的であるとみなされる。出来不出来の差はあるものの、近代の文章家は、（シーバワイヒのような）古典的文法家の示す文法規則に従おうとし、（リサーン・アル＝アラブのような）古典的辞書に示される語彙を使用しようとするが、急激な近代化により、MSAには多数の語が導入された。それらの語は、他言語からの借用（例: فيلم フィルム）や、既にある語からの新造（例: هاتف 電話 < 話す人）という形態を取った。MSAは他言語や口語アラビア語の文法構造からも影響を受けている。MSAでは並列の際に「それ・それ・それとそれ」という文があるが、古典アラビア語では「それとそれとそれとそれ」とし、主語を先頭にする文が明らかに古典アラビア語よりMSAにおいて著しい。このため、近代共通アラビア語はアラブの外の文献では一般に古典アラビア語と異なるものとして扱われる。
現代のアラビア語についての社会言語学的状況は、ダイグロシア（社会的な状況の違いなどにより、一つの言語の異なる二つの変種を用いること）という言語学的現象の優れた例となっている。MSAの教育を受けたアラビア語話者は、公の場でMSAによってコミュニケーションを取ることができる。このようなダイグロシア的環境のために、コード・スイッチ（言語の二つの変種を話者が双方向に「スイッチ」する）が頻繁に起こり、時には一つの文の中でも見られる。
一例として、MSA教育を受けた、異なる出身国の二人のアラビア語話者が会話をすることになり、自身の方言では相互理解不能であったとすると（例: モロッコ出身者とレバノン出身者との会話）、意思疎通のためにMSAへコード・スイッチすることができる。しかしモロッコ出身者はフランス語による教育の比重が大きいことからフスハーでの会話を得意としないことが多く、アラブ人同士の意思疎通にフスハーやフスハー-アーンミーヤ中間体（混合体）ではなくフランス語や英語が使われることもある。

### 地域的変種
MSAは中東全域で用いられるが、口語の影響でいくつかの地域的変種がみられる。インタビューに対してMSAで話すとき、（たとえば、ج ジーム /ʤ/ をエジプトでは /g/ と読み、レバノンにおいては /ʒ/ と読むような）いくつかの音素の発音や、語と文型において口語と古典語を混同することで出身が分かることがある。古典語・口語の混合は正式な文章で見られることもある（例えば、エジプトのいくつかの新聞の論説など）。

## 文語-口語中間体（混合体）
実際には完全にフスハーかアーンミーヤかのどちらかにスイッチするのではない中間体（混合体）が多用されており、文語アラビア語と口語アラビア語が混ざりあったものが親近感創出や異なる方言話者の相互理解促進の手段として用いられている。